# Katholisches Pfarrhaus (Allershausen)

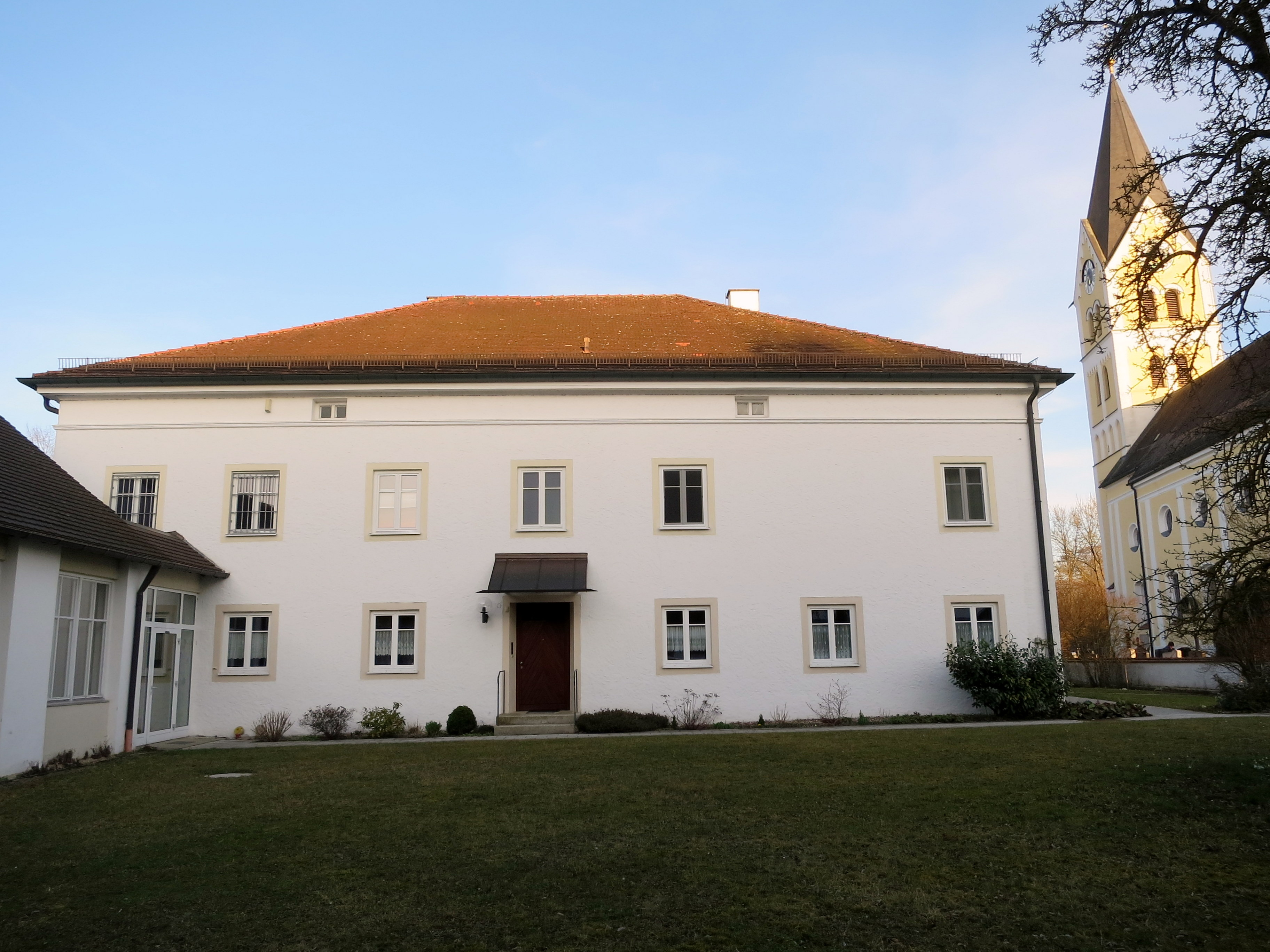
Pfarrhaus mit Pfarrsaalanbau links und Pfarrkirche rechts

Das katholische Pfarrhaus in der Gemeinde Allershausen (Kirchstraße 9) ist der historische Rest einer Pfarrökonomie, die es in dieser wichtigen Pfarrei des Ampertales gab.
Der neben dem Gotteshaus liegende Pfarrhof war nach einem Brand 1748 als Teil dieser großen Ökonomie neu errichtet worden. Als 1957 der alte Pfarrstadel abbrannte, errichtete man an dieser Stelle den Pfarrsaal.

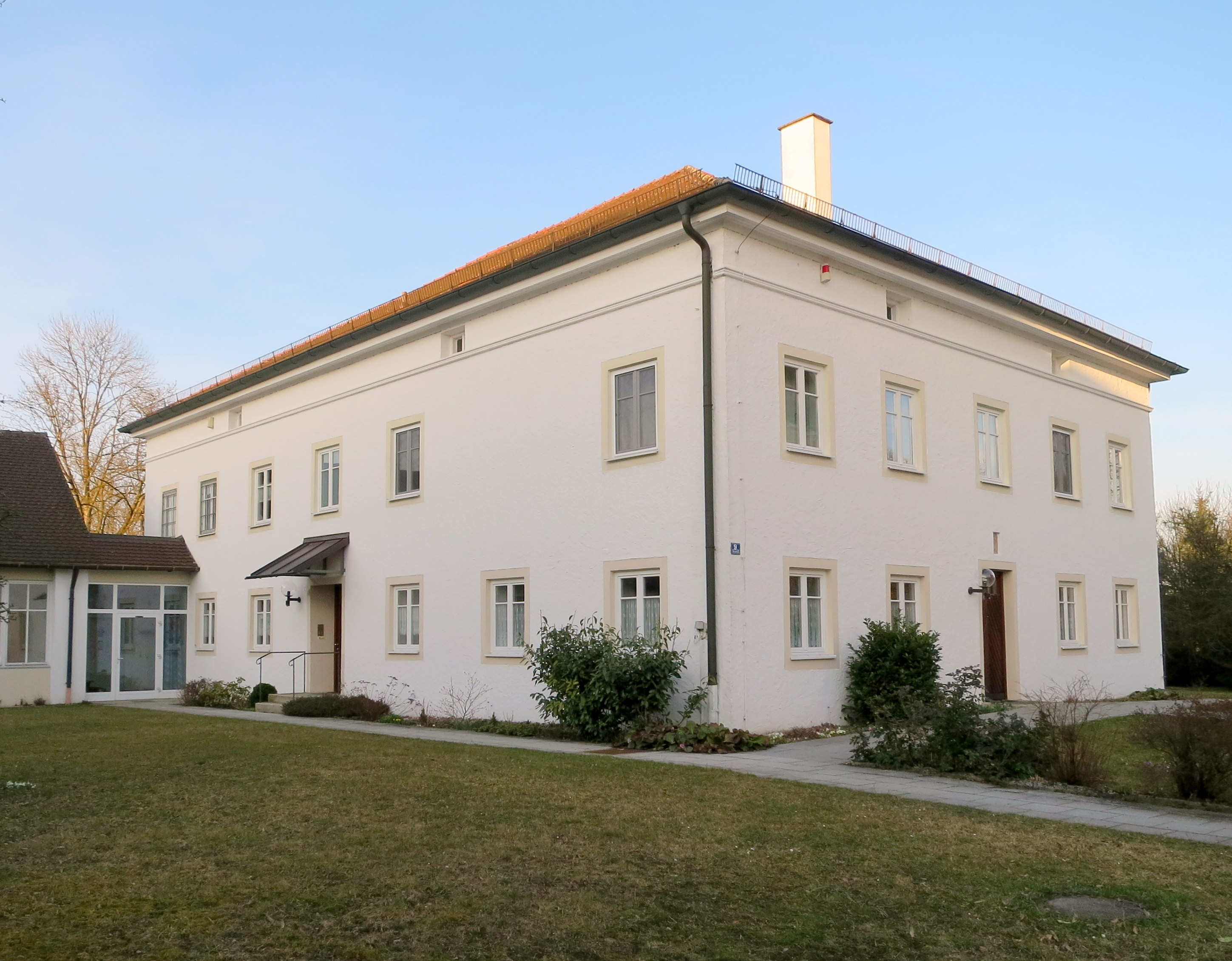
Pfarrhaus mit Anbau des Pfarrsaals
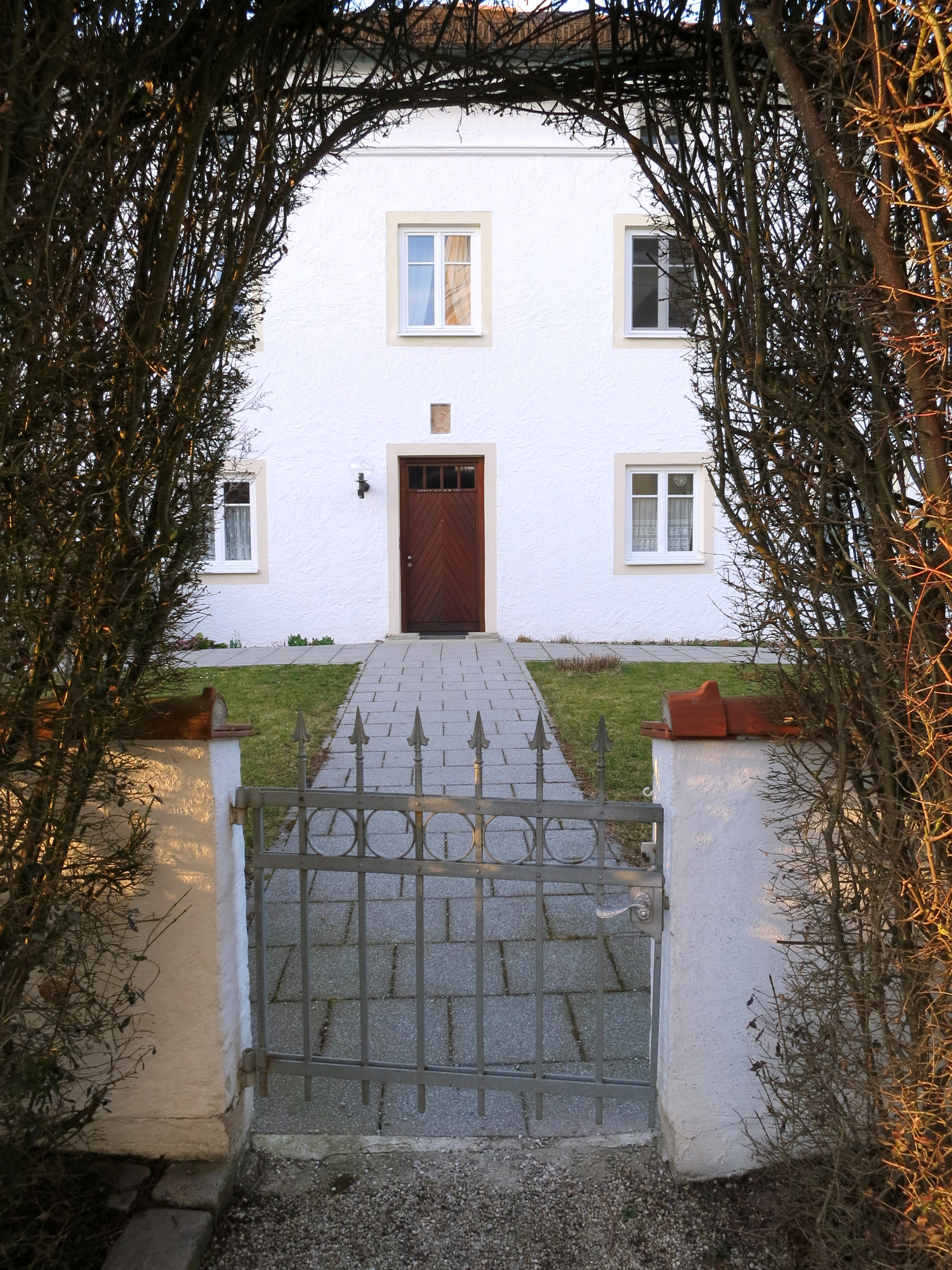
Blick auf Pfarrhauseingang
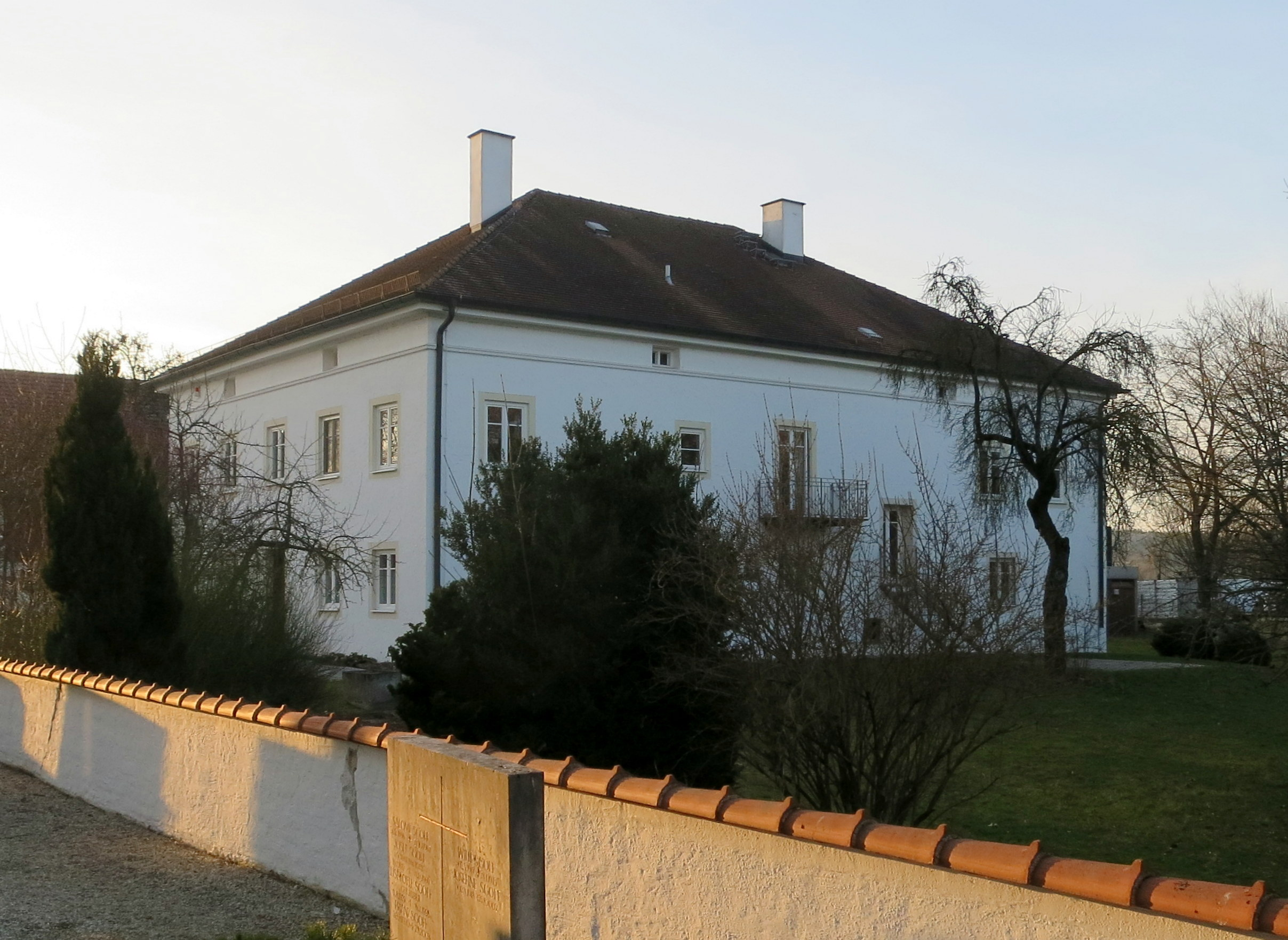
Pfarrhaus und Pfarrgarten

Das katholische Pfarrhaus ist als zweigeschossiger barocker Putzbau mit Speichergeschoss und flachem Walmdach ein geschütztes Baudenkmal. Er ist bezeichnet mit „1752“, als er vier Jahre nach dem Brand fertiggestellt war. Wesentlich erneuert wurde er in den Jahren 1860 und 1880. Er ist mit der Aktennummer D-1-78-113-3 des BLfD versehen und in der Liste der Baudenkmäler in Allershausen verzeichnet.